# 莱尔·巴里
莱尔·巴里（英語：Lyall Barry，1926年5月15日—2003年10月3日），新西兰男子游泳运动员，主攻自由泳。他曾代表新西兰参加1950年大英帝国运动会游泳比赛，获得一枚金牌和一枚铜牌。